# 有緣深海花介
有緣深海花介（学名：Bythocythere marginata）为深海花介科深海花介屬下的一个种。